# Elaeocarpus acmocarpus
Elaeocarpus acmocarpus là một loài thực vật có hoa trong họ Côm. Loài này được Stapf ex Weibel mô tả khoa học đầu tiên năm 1975.